# Haemogamasidae
Haemogamasidae  (лат.) — семейство клещей из надотряда Parasitiformes (Mesostigmata). Около 80 видов. Встречаются на мелких млекопитающих и в их гнёздах. Потенциальные переносчики туляремии, тифа, чумы и других трансмиссивных инфекционных заболеваний. Клещи средних размеров с овальной формой тела, брюшная и спинная стороны тела покрыты плотным слоем мелких щетинок. Тритостернум развит, тазики подвижные. В Северной Америке паразитируют главным образом на грызунах и других мелких млекопитающих, таких как землеройковые, кротовые, виргинский опоссум.

## Классификация
78 видов. Ранее рассматривалось в качестве подсемейства Haemogamasinae в составе крупного семейства Laelaptidae (в котором более 1300 видов).
- Acanthochela Ewing, 1933
- Brevisterna Keegan, 1949
- Euhaemogamasus Ewing, 1933
- Eulaelaps Berlese, 1903
- Haemogamasus Berlese, 1889
- Ischyropoda Keegan, 1951
- Terasterna Zhou, Gu & Wen, 1995